# Syndrom dráždivého tračníku
Syndrom dráždivého tračníku (irritable bowel syndrome, zkráceně IBS), někdy také označován jako dolní funkční dyspepsie, se řadí mezi funkční gastrointestinální poruchu. Charakterizován je skupinou symptomů, mezi které patří bolest břicha, chronická zácpa, průjem nebo plynatost. Tyto příznaky se opakovaně vrací.
Syndromem dráždivého tračníku trpí 10 až 20 % populace v závislosti na použitých diagnostických kritériích a geografické oblasti. V České republice podle odhadů trápí IBS asi 13 % dospělé populace. Častěji jím trpí ženy než muži a nevyhýbá se ani mladým lidem.

## Klasifikace
Syndrom se dělí podle převládajícího příznaku na IBS s převládajícím průjmem (IBS-D), IBS s převládající zácpou (IBS-C) nebo IBS smíšeného typu (IBS-M), u kterého se střídají období průjmu a zácpy. Tyto podtypy lze klasifikovat podle sedmibodové škály Bristol Stool Chart založené na vzhledu stolice od typu 1 (oddělené tvrdé hrudky jako ořechy, těžko průchodné) po typ 7 (vodnatá, žádné pevné kousky, zcela tekutá).  Určení správného podtypu je přesnější, když mají pacienti alespoň 4 dny abnormálního vyprazdňování měsíčně bez jakékoli specifické léčby. Mezi nejběžnější podtyp se řadí IBS-D, který postihuje asi 40 % pacientů.

## Příznaky
Mezi primární symptomy IBS se řadí bolest a křeče v břiše, chronický průjem a zácpa. Pacienti mohou trpět také nadměrným nadýmáním. Příznaky se obvykle objevují jako akutní problém, ale pravidelně se vracejí. Pacienti často pociťují úzkost, stud, mají problémy ve vztazích nebo se vyhýbají sociálním situacím.

## Příčiny
Vznik nemoci není zatím úplně jasný, IBS se často připisuje změnám ve střevní mikroflóře, pomalému nebo příliš rychlému průchodu potravy střevy, změnám střevní propustnosti či změnám imunitní funkce střev. Vliv může mít také interakce mozek-střevo a psychický stav. Četné studie a přehledy zdůrazňují souvislost mezi IBS a psychosociálními faktory, jako je stres, úzkost, deprese, naučené chorobné chování nebo nedostatek sociální podpory. Zda jsou tyto psychosociální faktory příčinou syndromu, není zatím zcela jasné, ale zdá se, že zhoršují symptomy. Onemocnění může být dědičné a svou roli často hraje i strava.

## Léčba
Pro výběr vhodného léčebného postupu, hraje důležitou roli určení převládajícího symptomu (IBS s průjmem, IBS se zácpou nebo smíšené IBS). Diagnóza IBS se opírá o identifikaci charakteristických symptomů a vyloučení jiných onemocnění. Složitost a rozmanitost projevů syndromu dráždivého tračníku ztěžuje léčbu, kterou je vhodné vždy konzultovat se svým lékařem. Léčba, která funguje u jednoho pacienta, nemusí fungovat u druhého. Léčebný postup by proto měl být individuální.
Velká část pacientů s IBS spojuje své příznaky s požíváním konkrétních potravin. Avšak u každého se mohou lišit. Řada vědeckých studií poukazuje na roli stravy u nemocných s IBS, ale v mnoha případech chybí kvalitní důkazy. Mezi první obecná doporučení pro léčbu dráždivého tračníku patří dodržování pravidelného stravovacího režimu, omezení příjmu alkoholu, kofeinu, kořeněných jídel a tuků, ale také pravidelná fyzická a sexuální aktivita a dostatečný příjem tekutin.

### Low FODMAP
Pokud tato doporučení stav nezlepší, je možné vyzkoušet další metody, jako například dietu s nízkým obsahem FODMAP (fermentable oligosaccharides, disaccharides, monosaccharides and polyols). Účinnost této diety podporuje stále větší množství důkazů. Její nasazení je vhodné vždy konzultovat s odborníkem. Až 86 % pacientů s IBS pociťuje po dietě zlepšení celkových gastrointestinálních příznaků i jednotlivých příznaků, jako jsou bolesti břicha, nadýmání, zácpa, průjem, nafouknutí břicha a plynatost. Dieta spočívá v omezení konzumace potravin s vysokým obsahem FODMAP.

### Aloe vera
Podle souhrnné meta analýzy patří Aloe vera mezi účinnou a bezpečnou možnost léčby syndromu dráždivého tračníku.  Bylo prokázáno, že má hepatoprotektivní, protizánětlivé a antiulcerativní účinky. Při léčbě pomocí Aloe vera nebyly zjištěny žádné nežádoucí účinky. Extrakt z Aloe vera (Aloe barbadensis Mill) se používá v léčitelství po tisíce let. Na českém trhu najdete například prostředek PROIBS®, který obsahuje patentovaný extrakt z Aloe vera AVH200®, díky kterému se na střevní sliznici pacienta vytváří gelový povlak, který podporuje přirozenou bariérovou funkci. (PROIBS® je zdravotnický prostředek určený k léčbě příznaků IBS. Čtěte pečlivě návod k použití a informace, které se vztahují k bezpečnému používání.)